# Amalgamat

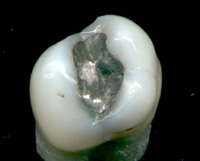
Amalgamat w zębie

Amalgamat (ortęć) – ogólna nazwa stopów metali, w których jednym z podstawowych składników jest rtęć. Tworzy się poprzez rozpuszczenie innych metali w rtęci w warunkach otoczenia. Stopy te można również uważać za roztwory, przy czym mogą to być roztwory o ciekłym lub stałym stanie skupienia. Amalgamaty tworzy większość metali. Do wyjątków należy żelazo, które może być wykorzystywane do produkcji naczyń do przechowywania amalgamatów. Po ogrzaniu rtęć wyparowuje całkowicie z amalgamatów, co wykorzystywane jest podczas ekstrakcji srebra lub złota z rudy za pomocą rtęci.
W dentystyce wykorzystywany jest amalgamat stomatologiczny. Natomiast amalgamat sodu po połączeniu z wodą jest stosowany jako środek redukujący, wydzielający wodór atomowy (in statu nascendi). Amalgamat talu stosowany jest w termometrach do pomiaru niskich temperatur, ponieważ krzepnie w temperaturze –58 °C (czysta rtęć przy –39 °C).